# Orthaltica
Orthaltica es un género de escarabajos de la familia Chrysomelidae. El género fue descrito por Crotch en 1873. Considerado un sinónimo obsoleto de Aulacothorax.
Esta es una lista de especies de este género:
- Orthaltica arabica (Medvedev, 1997)
- Orthaltica australis Konstantinov, 1995
- Orthaltica bakeri Konstantinov, 1995
- Orthaltica bengalensis (Basu & Sengupta, 1979)
- Orthaltica borneoensis Konstantinov, 1995
- Orthaltica brunnea (Medvedev, 1993)
- Orthaltica capensis (Andrews & Gilbert, 1993)
- Orthaltica dakshina (Basu & Sengupta, 1979)
- Orthaltica foveata (Medvedev, 1993)
- Orthaltica kirejtshuki Konstantinov, 1995
- Orthaltica mindanaoensis Konstantinov, 1995
- Orthaltica nuwaraeliyana Kimoto, 2003
- Orthaltica orientalis Konstantinov, 1995
- Orthaltica pahangi Konstantinov, 1995
- Orthaltica purba Basu & Sengupta, 1985
- Orthaltica rangoonensis Konstantinov, 1995
- Orthaltica visayanensis Konstantinov, 1995